# Macrocoma tenuis
Macrocoma tenuis är en bladmossart som beskrevs av Dale Hadley Vitt 1973. Macrocoma tenuis ingår i släktet Macrocoma och familjen Orthotrichaceae. Inga underarter finns listade i Catalogue of Life.